# Medicine (bài hát)
"Medicine" là một bài hát của nữ ca sĩ Latin người Colombia Shakira và nam ca sĩ Blake Shelton. Bài hát nằm trong album phòng thu thứ 10 của Shakira mang nghệ danh của nữ ca sĩ. 

## Bên ngoài
Medicine là ca khúc mà cặp đôi sẽ cùng song ca. Trả lời phỏng vấn Billboard, Shakira kể lại: "Tôi nói với Blake rằng tôi muốn làm việc với những người ở Nashville. Tôi đã khá chán Los Angeles và tôi muốn được làm việc với những người khác quan điểm, khác gu, những người sẽ khiến tôi cảm thấy nhẹ nhõm, thoải mái khi hợp tác. Tôi đã nói với Blake rằng tôi muốn một bài hát country, một ca khúc đẹp như tranh vẽ và đích thực là âm nhạc. Nhưng nó cũng phải phù hợp với tôi, bởi tôi là người Colombia".
Shakira nói thêm: "Tôi nghĩ rằng âm nhạc của tôi có một chút dân gian trong đó, các bài hát có cấu trúc truyền thống và giai điệu guitar acoustic. Và tôi nói với Blake rằng, tôi muốn có một ca khúc kiểu như vậy, một ca khúc nhạc đồng quê."
Ngôi sao Latin đã làm việc cùng nhạc sĩ Hilary Lindsey và nhà sản xuất Mark Bright, cả hai đều đã từng hợp tác với Carrie Underwood. Nói về Shakira, Blake chia sẻ: Cô ấy đã làm tôi phải bất ngờ, một tháng trước đây, Shakira gọi cho tôi, nói rằng cô ấy vừa mới viết xong bài hát mới và muốn tôi xem thử. Tôi đã thốt lên rằng: "Ôi Chúa ơi, cô đã làm chính xác những gì mà cô đã nói, có vẻ như đây sẽ là một bản hit". Shakira là như vậy, cô ấy đã nói là làm.
Còn Shakira thì nhớ lại thời gian đó và nói rằng: "Tôi đã rất căng thẳng và lo lắng. Bạn không thể biết được anh ấy sẽ nghĩ gì. Tôi rất sợ Blake sẽ nói rằng: "Không Shakira, tôi yêu mến cô, nhưng lần này thì không"". Tuy nhiên, sau đó anh ấy đã nói: "Ôi, em gái, tôi yêu cô, bài hát thật tuyệt".
"Và sau đó tôi hỏi: "Anh có muốn hát nó không" - Shakira nói thêm, còn Blake ngay lập tức khẳng định: "Tôi rất vinh hạnh nếu được hát ca khúc tuyệt vời này".

## Biểu diễn trực tiếp
Blake và Shakira đã cùng nhau trình diễn "Medicine" trên sân khấu The Voice mùa thứ sáu của Mỹ.

## Xếp hạng
| Chart (2014)                                  | Peak position |
| --------------------------------------------- | ------------- |
| Canada (Canadian Hot 100)                     | 90            |
| Lebanon (The Official Lebanese Top 20)        | 17            |
| US Bubbling Under Hot 100 Singles (Billboard) | 16            |
| Hoa Kỳ Country Airplay (Billboard)            | 57            |